# Metalobosia similis
Metalobosia similis là một loài bướm đêm thuộc phân họ Arctiinae, họ Erebidae.